# Svolta filoasburgica di Andrea Doria
Andrea Doria, principe-ammiraglio dell'antica Repubblica di Genova, passò dal servizio per la Francia di Francesco I di Valois a quello per l'impero di Carlo V d'Asburgo, acerrimo nemico di Francesco I. Erano probabilmente a lui evidenti l'inadeguatezza della coalizione filofrancese, la Lega di Cognac, e l'ambiguità soprattutto nei suoi confronti di Francesco I. Per contro aveva da considerare le occasioni migliori proposte da Carlo V.

## L'alleanza filofrancese nel 1527
Dalla parte di Francesco I, l'esercito della Lega di Cognac non era né unito né affidabile, essendo le nazioni ad essa legate mosse solo dai loro discordi interessi particolari. Fu per questa impostazione che esso non intervenne per impedire il Sacco di Roma del 1527, benché fosse militarmente più forte dei disordinati lanzichenecchi e si trovasse a pochi chilometri da Roma. A motivo di ciò stava anche il fatto che anche gli stati italiani alleati del papa intendevano in realtà trarre vantaggi personali delle difficoltà di Clemente VII: i Veneziani colsero allora l'occasione di riprendere Cervia e Ravenna, Firenze di rovesciare nuovamente i Medici, il duca di Ferrara venne ad occupare Modena e Reggio.
In questo schieramento Andrea Doria guidava l'armata navale. Visto l'esito generale, preferì temporeggiare. Dopo la resa di Genova la squadra veneziana si unì alla sua, ed insieme si diressero sulla costa Toscana per imbarcare le fanterie di Renzo da Ceri e condurre la spedizione contro Napoli. Ma in quel momento si giudicò la stagione troppo avanzata, preferendo rimandare l'impresa più importante.
L'armata navale pertanto si accontentò di un'azione minore, un colpo di mano in Sardegna. Giunte sulla costa orientale dell'isola, le navi attaccarono a un castello sul litorale, ma una tempesta sopraggiunta le danneggiò obbligandole ad abbandonare le acque sarde.
Da Mula tornò in Adriatico per riordinare la squadra veneziana, il Doria rientrò a Genova dove rimase sino al 1528.

## Il tentativo di Lautrec su Napoli (1527-8)
Francesco I, che sino a quel momento aveva egli pure lasciato languire i progetti della Lega, decise allora di inviare in Italia un grosso esercito. L'azione era completamente affidata al quarantaduenne maresciallo di Francia, Odet de Foix, visconte di Lautrec, veterano delle guerre italiane.
Il Lautrec innanzitutto calò su Milano e la riprese. Da qui puntò su Napoli, evitando di intervenire a Roma occupata dai Lanzichenecchi dopo il sacco del 6 maggio 1527 e in preda alla peste che le truppe mercenarie tedesche vi avevano portato. Il pontefice era stato di conseguenza costretto ad abbandonare la Lega di Cognac.
L'azione dal mare spettava ad Andrea Doria, che però adducendo vari motivi non andò di persona ma inviò in appoggio al Lautrec il cugino Filippino con le sue galee. Eppure l'operazione era essenziale per la causa francese, che intendeva effettuare un ulteriore tentativo di prendere il Regno di Napoli con un attacco congiunto da terra e da mare.
Come deciso nei patti, contemporaneamente la flotta veneziana scendeva per la costa adriatica impadronendosi di Manfredonia, Mola, Trani, Monopoli. Queste città pugliesi erano da sempre ambite dalla Serenissima, sempre prese e perse nelle varie guerre. Fatto questo, l'armata veneziana però considerò conclusa la sua operazione e rifiutò di obbedire al Lautrec che la voleva nel Tirreno.
Il maresciallo di Francia aveva appena invaso e occupato il Regno di Napoli, circondandone la capitale nell'estate 1528. Il successo pareva prossimo, ma fu allora la defezione del Doria, che contro il Lautrec era mosso da una serie di motivazioni, che ne vanificava il tentativo.
I motivi del passaggio di campo del Doria erano molteplici, mossi principalmente dalla volontà di mantenere e l'indipendenza di Genova e le sue posizioni personali.

## Le preferenze accordate dal Lautrec a Savona rispetto a Genova
Riguardo alla Repubblica di Genova, della cui indipendenza Andrea Doria era convinto fautore, pesava soprattutto il fatto che i Francesi, e principalmente il Lautrec, attribuivano maggiore importanza a Savona, contando su di essa quasi la volessero trasformare in un porto a loro più fedele e obbediente rispetto alla più riottosa Genova. Nel Ponente Savona era stata la città più forte sin dal Medioevo, e con gli aiuti francesi poteva trasformarsi in una pericolosa concorrente per Genova, da essa distante solo una quarantina di chilometri. Se Savona avesse soppiantato Genova, questa avrebbe potuto perdere il suo ruolo strategico nel Mediterraneo riducendosi a città di secondo rango. Quanto ai traffici con la zona padana, il rivolgersi a Savona significava uno spostamento di riferimenti. Infatti se Genova controllava i passi più a Levante per Piemonte e Lombardia, Savona teneva i passi più esclusivamente piemontesi e più prossimi alla Francia.

## La fine del mandato di Francesco I per il Doria (1528)
L'ingaggio del Doria al servizio di Francesco I scadeva nel giugno 1528. L'ammiraglio genovese per confermare la sua convenzione pretendeva da una parte che nei confronti di Genova venissero rispettati i patti conclusi nel 1515, e dall'altra, nei confronti della sua persona e del suo ruolo di ammiraglio, esigeva il già accordato e non ancora saldato regolare pagamento degli stipendi, oltre al potere usufruire della proprietà dei prigionieri di guerra e di altri benefici.
In alternativa se il sovrano di Francia non avesse accordato ciò, avrebbe chiesto licenza.
Fino al giugno 1528 Francesco I volle invece mantenere i patti con Savona, rifiutando le richieste dell'ammiraglio e i consigli del principe d'Orleans. Quest'ultimo ancora il 24 giugno lo sollecitava con una lettera a restituire alla Repubblica di Genova la libertà e la città di Savona, e al Doria il pagamento del soldo per le sue galee.
Francesco si decise a prevenire l'abbandono o come a lui sembrava, il tradimento, da parte del Doria, solo all'ultimo momento, quando il 1º luglio 1528, sacrificò Savona, considerandola insignificante pedina nello scacchiere italiano.
Il Doria però non era ancora soddisfatto del trattamento inadeguato ai suoi meriti a lui riservato da Francesco I. In questo caso doveva aver compreso che era impossibile attendersi il pagamento delle somme di cui era creditore presso il sovrano francese.
Pertanto ebbe l'ardire di scrivergli in termini talmente risentiti che il re e i suoi cortigiani, che già non simpatizzavano per il Doria, considerarono quel passo una aperta ribellione.
La corte francese pertanto decretava la rimozione di Andrea Doria dalla carica tenuta e la sua sostituzione con Antonio de la Rochefocauld di Barbezieux. Questo nuovo comandante ricevette l'ordine di recarsi a Genova con l'armata. A Genova avrebbe dovuto eliminare il Doria attirandolo con una lettera-tranello inviatagli del re, lo avrebbe catturato ed avrebbe preso possesso delle sue galee.
Andrea Doria grazie all'articolata rete di spie che aveva saputo creare durante tutte queste guerre, era stato in realtà avvertito in tempo della trama. Aveva così lasciato Genova per riparare nel castello di Lerici.
Barbezieux a nome del re mandò i suoi messi a richiamarlo a Genova, ma ne ricevette la risposta che poteva venire lui, il nuovo ammiraglio, a Lerici e, se ne avesse avuto il coraggio, per adempire quanto gli era stato ordinato.

## Il Doria appoggia Carlo V
L'imperatore Carlo V da tempo desiderava avere al proprio servizio il Doria, e colse in questi frangenti l'occasione propizia.
Il tramite dei contatti con l'imperatore fu don Alfonso d'Avalos, marchese del Vasto (od anche detto del Guasto), d'Aimone ed altri. Era un nobile italiano, dato che le truppe straniere che si battevano in Italia erano formate non solo da stranieri e spesso avevano comandanti Italiani. Il marchese del Vasto era nato a Napoli il 25 maggio 1502, figlio di Inico II e Laura Sanseverino, figlia questa del principe di Salerno Roberto. Il marchese del Vasto, assieme ad Ascanio Colonna, portò al Doria le proposte di Carlo V, il quale imperatore da parte sua si impegnava a conservare per Genova, una volta cacciati i Francesi, quell'indipendenza che Francesco I pareva volerle negare.
Andrea Doria accettò le proposte di Carlo V, con le condizioni della sua condotta sancite e firmate tra il 9 luglio e l'11 agosto 1528.
L'azione successiva era stata prevista dal Doria che, da Lerici ove era riparato, allestì subito le sue 12 galee e salpò per Napoli. Qui colse le truppe francesi nel momento in cui versavano in gravissime difficoltà. Esse erano infatti state decimate dalla peste, calando dai 30.000 uomini iniziali a 5.000. Per l'epidemia inoltre era morto, in agosto, il Lautrec.
In tal modo la pretesa riconquista di Napoli da parte di Francesco I si trasformò in un'altra sconfitta per la Francia.

## La riconquista di Genova
Tolto l'assedio da Napoli, Doria, ora divenuto ammiraglio dell'Imperatore, fece rientro nelle acque del golfo della Spezia, per cacciare i Francesi da Genova.
Il dominio di Francesco I era adesso diventato insopportabile per la città, e per i patti non rispettati, e per la scelta di contare solo su Savona, separata da Genova nonostante le rimostranze degli Anziani e dell'Ufficio di San Giorgio e dello stesso regio governatore Teodoro Trivulzio.
La situazione era aggravata dalla peste che pure era arrivata a Genova, e dalla carestia, Infatti il 2 aprile Agostino Pallavicini affermava che
"la miseria era giunta a segno che se non vi fosse posto un pronto riparo, era necessità andare ad abitare altrove, piuttosto che rimanere in questa città, che altro non era se non nido di pietre".
Il 9 settembre Andrea Doria partì con 13 galee dalla Spezia, e l'11 giunse nel porto di Genova.
Il governatore Trivulzio, temendo quanto stava per accadere, invitò il Senato a mandare inviati al Doria per capirne le intenzioni, ed allo stesso tempo apprestava le difese della città in caso di attacco.
Per i Francesi Genova era divenuta però una città ostile. I quattro deputati del Senato, giunti a bordo della nave capitana del Doria, in un colloquio segreto con questi lo informarono che tutto il popolo era pronto ad accoglierlo come liberatore, ed i soldati del governatore erano pochi.
Il 13 settembre l'armata dell'ammiraglio accostò sotto le mura di Malapaga, sul lato esterno del quartiere del Molo Vecchio. Qui alzò lo stendardo di Carlo V e sbarcò i suoi combattenti in due squadre. Una scese sotto la villa di Paolo Sauli in Carignano, l'altra per la porta del Molo, da dove entrò in città gridando per le strette vie "San Giorgio e libertà".
Questo bastò al Doria per divenire all'istante padrone di Genova.
I Francesi si rinchiusero nel Castelletto, fortino che dalla sua posizione strategica dominava la parte occidentale della città, fortino detestato dai Genovesi per questo suo frequente utilizzo da parte degli occupanti stranieri degli ultimi due secoli, dai Francesi e Milanesi.
Nel Castelletto era alloggiato da un anno il Trivulzio. Era un castello fortificato da una doppia cinta di mura e di fossati, ed ergeva i suoi possenti torrioni a pianta rotonda sopra la città, immediatamente sovrastante la - demolita ai primi dell'Ottocento - chiesa francescana di S. Francesco. Qui i Franco-Lombardi erano asserragliati e completamente isolati, per cui non avrebbero potuto ostacolare la manovra del Doria.
L'ammiraglio Andrea Doria, da vincitore, scese dalla sua nave, attraversò il centro e giunse al quartiere della sua famiglia, la piazza di san Matteo, dove tenevano case e chiesa. Qui chiese al popolo radunato se voleva liberarsi dal giogo francese, e la risposta fu affermativa all'unanimità. Il giorno dopo il Senato decretò decaduta la signoria di Francesco I, ed elesse Andrea Doria "Padre della Patria", ed ancora stabilì che l'Ufficio dei Riformatori continuasse per sei mesi a rimanere in carica ed a governare lo stato.
Della liberazione di Genova furono informati i principi ed il papa; il conte di Saint-Pol, governatore dei Francesi in Lombardia, volle accorrere da Pavia con numerose truppe riprendendo Genova.
Nella città si ripresero gli allestimenti e i rinforzi delle difese, e contribuirono con cospicue somme versate alle casse della Repubblica per le migliorie e gli armamenti il Doria, Sinibaldo Fieschi, Lorenzo Cibo, Battista Lomellino ed altri patrizi.
Contemporaneamente proseguiva l'assedio del Castelletto.
Avvicinandosi i Francesi a Genova, i Genovesi tolsero l'assedio al Castelletto per meglio appostarsi sulle difese. Saint-Pol arrivava a soccorrere i Francesi rinchiusi nel Castelletto genovese e per procedere più speditamente lasciò a Novi l'artiglieria. Il 1º ottobre giunse a Gavi dove si unì a lui il Montegiano, con un corpo di Svizzeri e Tedeschi e 1.000 fanti. La sua fanteria pertanto ora era arrivata a 4.000 uomini.
Il 2 ottobre Saint-Pol pernottò a Borgo Fornari.
Ripartito, ebbe difficoltà nel passare i Giovi, essendo qui le strade state dissestate dai valligiani. Da qui venne in Valpolcevera dove alloggiò nel monastero della Chiappetta.
Ma qui il Saint-Pol valutò la scarsa fedeltà delle truppe a sua disposizione e considerò inopportuno mettere in atto le sue minacce contro Genova. Pertanto invece di attaccarla riprese la via del ritorno, ripiegò ancora su Borgo Fornari ed andò a svernare ad Alessandria.
Il Castelletto in Genova poteva resistere essendo stato ripetutamente rafforzato dagli occupanti che lo avevano aggiornato alle più moderne tecniche militari, tanto da poter essere preso soltanto per fame, ed il Trivulzio sino ad ora era qui relativamente al sicuro. L'assedio del Castelletto riprese e durò fino a che il Trivulzio non si risolse a trattare la resa. Nei patti che strinse allora, la Repubblica gli fece larghe concessioni.

## La demolizione del Castelletto genovese
Come il Trivulzio rese l'odiato fortino ai Genovesi, questi si adoperarono immediatamente a distruggerlo sull'onda del furore popolare, quale fortezza-simbolo di ogni giogo straniero.
Per demolirlo radicalmente occorrevano tecniche ingegneristiche, e nel 1530 su deliberazione del Senato erano inviati gli "zappatori" per la sistematica demolizione di questo complesso fortificato. Di esso furono risparmiati solo alcuni bastioni sporgenti dal recinto murario in quanto parti della difesa esterna.
Nei suoi annali Jacopo Bonfadio scriveva:
Questo forte rappresentava l'antesignano quattrocentesco delle cittadelle della metà del Cinquecento, atte a domare le città più che a difenderle. La sua distruzione era considerata dai Genovesi come una presa della Bastiglia.
I ruderi del Castelletto rimasero da allora simbolicamente lasciati al degrado, utilizzati per attività secondarie, quali ad esempio la sperimentazione degli esplosivi, oppure in alcuni residui quartieri diroccati fu trasferito il postribolo, cacciato dalla zona bassa della Maddalena per la realizzazione qui del quartiere nobiliare di Strada Nuova tra la seconda metà del Cinquecento e il primo Seicento. Come fortino oppressore della città venne ricostruito solo dallo Stato Sabaudo nel 1821, alla definitiva soppressione dell'indipendenza genovese, per essere però demolito come simbolo di tirannia negli eventi della Prima guerra d'Indipendenza (1848-1849).